# Rangel (Luanda)
Rangel é  uma cidade e município da província de Luanda, em Angola.
Rangel tem 6,2 km² e cerca de 261 mil habitantes. Limita-se a norte com o município de Sambizanga, a leste com o município de Cazenga, a sul com o município de Maianga, e a oeste com o município de Ingombota.
Até 2011 foi um dos nove municípios que constituiam a área urbana cidade de Luanda, na província do mesmo nome, em Angola, quando tornou-se um distrito urbano da cidade de Luanda. Em 2024 recuperou seu estatuto de município.
Compõe-se dos bairros da Terra Nova, Precol, Combatentes, Valódia, Vila Alice, Indígena, Zangado, Nelito Soares, Saiotes, Comissão do Rangel, CTT e Margal.
Ao mesmo tempo em que é um município, Rangel forma parte da área da cidade Luanda, a capital nacional; assim, Rangel é parte da cidade de Luanda.